# Ottomar Starke
Ottomar Starke (* 21. Juni 1886 in Darmstadt; † 8. August 1962 in Baden-Baden) war ein deutscher Bühnenbildner, Grafiker, Autor und Übersetzer.

## Leben
Starke studierte an der Königlichen Kunstgewerbeschule München unter anderem bei Maximilian Dasio. Anschließend arbeitete er als Bühnenbildner in München, Frankfurt am Main und Mannheim und wurde 1912 zum Chef des Ausstattungswesens am Opern- und Schauspielhaus in Frankfurt am Main berufen. Der Erste Weltkrieg unterbrach diese Tätigkeit und er wandte sich grafischen Arbeiten zu. So erschienen zum Beispiel in der Zeitschrift Der Bildermann. Steinzeichnungen für das Deutsche Volk herausgegeben von Paul Cassirer 1916 seine Lithografien zum Thema Die neue Gesellschaft. Ebenfalls fanden seine Lithografien Verbreitung in der von Alfred Gold herausgegebenen Reihe Kriegszeit. Künstlerflugblätter 1914–1916. In vielen Werken der Weltliteratur finden sich seine Illustrationen.
1920 gründete Starke mit Alfred Flechtheim die Kulturzeitschrift Der Querschnitt – Das Magazin der aktuellen Ewigkeitswerte. Die Zeitschrift existierte mit unterschiedlichem Erfolg bis zu ihrem Verbot durch Joseph Goebbels im Jahre 1936. In den Zeitschriften Ulk, Uhu und Scherls Magazin veröffentlichte er eigene Texte. Er schrieb mehrere Bücher, darunter auch Kriminalromane, verfasste Hörspiele und Theaterkomödien und war als Übersetzer tätig.
1933 wurde Starke Mitglied der NSDAP. Dies verhinderte jedoch nicht, dass im Rahmen der Aktion Entartete Kunst 1937 fünf seiner Arbeiten aus dem Bestand deutscher Museen entfernt wurden. 1956 veröffentlichte er seine Autobiografie  Was mein Leben anbelangt. Er ist durch seine Kennerschaft der japanischen Kunst und Veröffentlichungen über dieses Thema bekannt geworden.

## Ausstellungen
- 1920: Walter Boetticher. Zeichnungen von Ottomar Starke, Galerie Flechtheim, Düsseldorf, Königsallee 34
- 1923: Ottomar Starke. Ölgemälde, Pastelle, Aquarelle, Handzeichnungen, Galerie Flechtheim, Düsseldorf.
- 1930: Seit Liebermann in Deutschland. Aquarelle, Zeichnungen, Graphik, mit anderen. Galerie Flechtheim, Düsseldorf.

## Veröffentlichungen
- mit Günter Markert und Werner Schmalenbach: Kunst ferner Welten. Knorr und Hirth, München 1965.
- Japanische Farbenholzschnitte, zusammengestellt und erläutert von Ottomar Starke. Deutsche Buch-Gemeinschaft, Berlin/Darmstadt/Wien 1961.
- Acht Schachfiguren, Kriminalroman. Deutsche Buch-Gemeinschaft, Berlin/Darmstadt/Wien 1960.
- Tsu Hsi – Taten und Tod der letzten asiatischen Despotin. Holle-Verlag, Baden-Baden 1960.
- Frühe Japaner – Buchillustrationen; aus dem Bestand der Kunstbibliothek in Berlin, fotografiert von Detlef Michael Noack. Knorr & Hirth, München/Ahrbeck 1958.
- Was mein Leben anbelangt: Erinnerungen, mit Zeichnungen des Autors. Herbig, Berlin-Grunewald 1956.
- Der Trick mit dem Wasser, Kriminalroman. Amsel-Verlag, Berlin 1954. Neuauflage 1958, Deutsche Buch-Gemeinschaft.
- Schüsse aus dem Jenseits, Kriminalroman. Amsel-Verlag, Berlin 1954.
- Alte deutsche Sprichwörter. Paul mechel, Luckenwalde 1946.
- Die "Gebrauchs"-Illustration. Mit Illustrationen nach Arbeiten des Verfassers. In: Gebrauchsgraphik, Jg. 6 (1929), Heft 12, S. 52–58 (Digitalisat).
- Schippeliana: ein bürgerliches Bilderbuch, Vorwort Carl Sternheim, Verlag Kurt Wolff, Leipzig 1917.

Illustrationen
- Georg Brates: Du und die Philosophie: Eine moderne Weltweisheit für jedermann, Ullstein, Berlin 1955 (mit 255 Zeichnungen)

Übersetzungen
- Original: André Louis Simon: A Dictionary of Wines, Spirits and Liqueurs
  - Vom Wein und anderen geistigen Getränken. Herbig, Berlin-Grunewald 1965.

| Personendaten    | Personendaten                                           |
| ---------------- | ------------------------------------------------------- |
| NAME             | Starke, Ottomar                                         |
| KURZBESCHREIBUNG | deutscher Bühnenbildner, Grafiker, Autor und Übersetzer |
| GEBURTSDATUM     | 21. Juni 1886                                           |
| GEBURTSORT       | Darmstadt, Großherzogtum Hessen                         |
| STERBEDATUM      | 8. August 1962                                          |
| STERBEORT        | Baden-Baden                                             |